# 西開普都市鐵路
西開普都市鐵路（英語：Metrorail Western Cape）是南非西開普省開普敦市大都會自治市以及周邊城鎮馬姆斯伯里、帕阿爾、斯泰倫博斯和威靈頓的通勤和郊區鐵路服務網絡。
它由Metrorail運營，該公司在南非主要城市運營通勤鐵路服務。網絡相當全面，但一些關鍵地區沒有服務，特別是德班維爾。
西開普都市鐵路有85輛運營列車，由1094節車廂組成。每周有671趟定期列車，運行超過460公里（290英里）的軌道，設有122個車站和4個停靠點。2018年，每日接受該服務的用戶數量約為50萬。服務分為三個區域，每個區域都有不同的分支機構。
所有服務均在位於市中心的開普敦站開始或終止，該車站有24個月台。除了每天開往馬姆斯伯里的火車是非電氣化線路外，所有服務均由電聯車提供。